# Bagha Jatin
Bagha Jatin (Bagha Jatin, lett. Tigre Jatin, nato Jotindrônāth Mukhōpaddhāē, in alfabeto latino Jatindranath Mukherjee; Kayagram, 8 dicembre 1879 – Balasore, 10 settembre 1915) è stato un rivoluzionario indiano, originario del Bengala, contro il regno britannico.
Fu il leader principale del partito Yugantar, associazione centrale dei rivoluzionari in Bengala. Avendo incontrato il principe ereditario tedesco a Calcutta poco prima della Prima Guerra Mondiale, ottenne dalla Germania la promessa di armi e munizioni. Di conseguenza, fu responsabile del pianificato Complotto Tedesco durante la prima guerra mondiale.
Un altro suo contributo originale fu aver stimolato all'insurrezione i soldati indiani di vari reggimenti.

## Giovinezza
Jatin nacque da Sharatshashi e Umeshchandra Mukherjee a Kayagram, un villaggio nella suddivisione Kushtia del Distretto di Nadia, in quello che ora è il Bangladesh. Crebbe nella casa dei suoi antenati a Sadhuhati, P.S. Rishkhali Jhenaidah, fino alla morte del padre, avvenuta quando Jatin aveva cinque anni. Esperto in studi Bramanici, a suo padre piacevano i cavalli ed era rispettato per la sua forza di carattere. Sharatshashi si stabilì nella casa dei propri genitori a Kayagram con suo marito e la sua sorella maggiore Benodebala (o Vinodebala). Poetessa dotata, fu affettuosa e severa nel crescere i suoi bambini. Familiare ai saggi dei maestri del pensiero contemporaneo come Bankimchandra Chatterjee e Yogendra Vidyabhushan, era consapevole delle trasformazioni politiche dei suoi tempi. Suo fratello Basanta Kumar Chattopadhyay (padre del politico e rivoluzionario indiano[Haripada Chattopadhyay) insegnava e praticava legge, e tra i suoi clienti figurava il poeta Rabindranath Tagore. Negli incontri organizzati dalla sua famiglia, sin dall'età di 14 anni Tagore pretendeva eguali diritti per i cittadini indiani all'interno dei vagoni ferroviari e nei luoghi pubblici. Crescendo, Jatin guadagnò la reputazione di essere spavaldo e di avere una grande forza; caritatevole e gioioso di natura, si appassionò alle caricature e alla promozione di spettacoli mitologici, in cui egli stesso recitava i ruoli di personaggi fedeli come Prahlad, Dhruva, Hanuman, Râja Harish Chandra. Non solo incoraggiò diversi drammaturghi a produrre brani patriottici per il palco urbano, ma ingaggiò anche cantori dei villaggi per diffondere il fervore nazionalista nella campagna. Jatin aveva un rispetto naturale per le creature umane, noncurante delle classi, caste e religioni. Trasportò un pacco di foraggio per un'anziana contadina musulmana e, nel cammino verso la sua capanna, lui condivise con lei l'unico piatto di riso, e le inviò soldi ogni mese.

## Studente a Calcutta

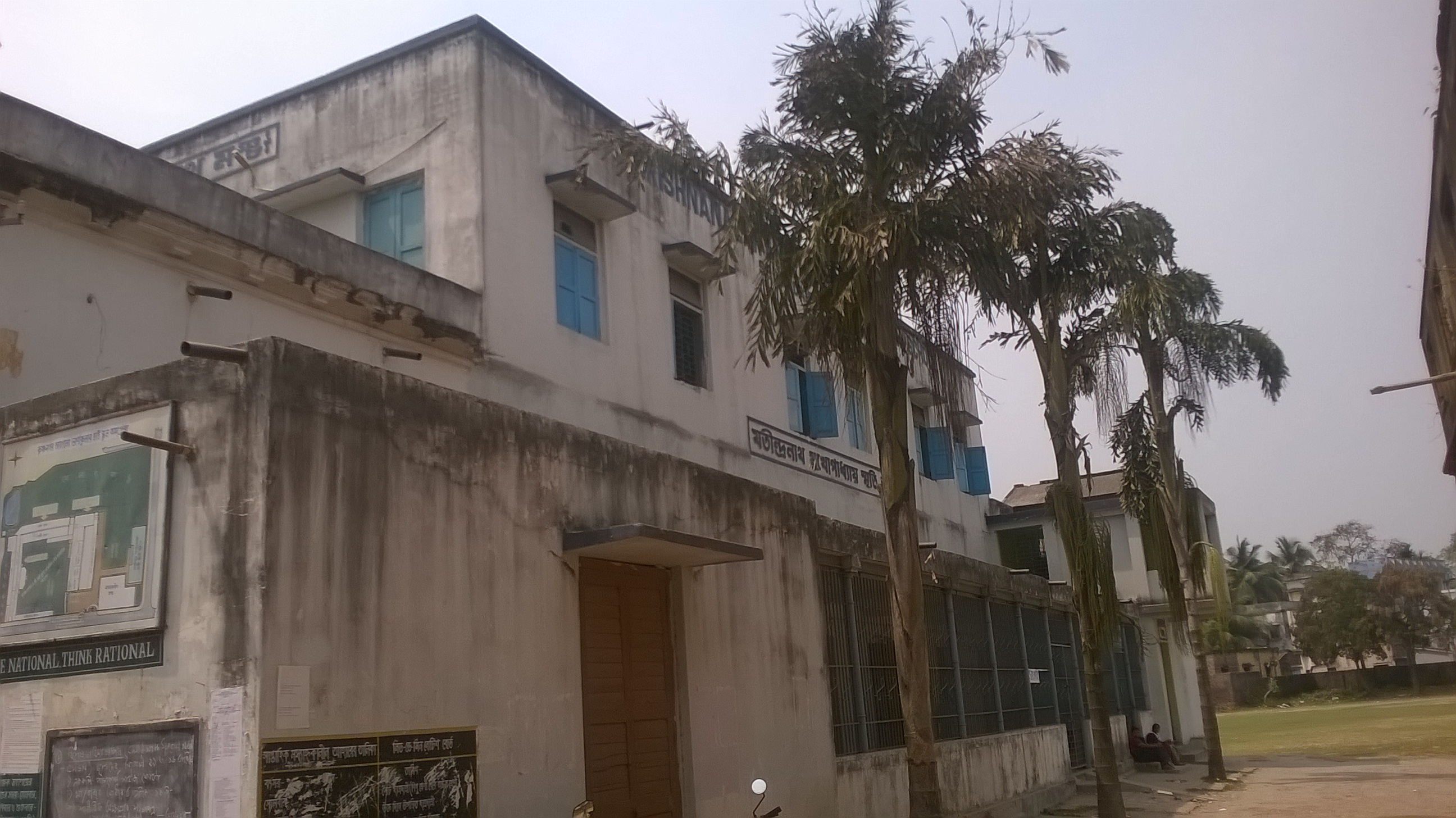
Scuola Anglo Vernacolare, Nadia

Dopo aver passato l'esame d'ammissione nel 1895 alla Scuola Anglo-Vernacolare di Krishnanagar (A.V School) , Jatin si iscrisse al Calcutta Central College (ora Khudiram Bose College), per studiare Belle Arti. Allo stesso tempo prese lezione in stenografia con il signor Atkinson: una nuova qualificazione che apriva le porte a un'ambita carriera. Presto iniziò a visitare Swami Vivekananda, i quali insegnamenti sociali, e specialmente la sua visione di un'India politicamente indipendente – indispensabile per il progresso spirituale dell'umanità – ebbero una grande influenza su Jatin. Il Maestro gli insegnò l'arte della conquista della libido prima di crescere un gruppo di giovani volontari “con muscoli di ferro e nervi di acciaio”, per servire i compatrioti nella miseria durante le carestie, epidemie, inondazioni, e la gestione di gruppi di “formazione di un uomo” nel contesto di una nazione sotto dominio straniero. Presto assistettero Sorella Nivedita, la discepola irlandese di Swami, nella sua impresa. Secondo J. E. Armstrong, Sovraintendente della Polizia coloniale, Jatin "doveva la sua posizione preminente nei circoli rivoluzionari non solo alle sue qualità di leadership, ma in gran parte grazie alla sua reputazione di Brahmachari con nessun pensiero oltre alla causa rivoluzionaria." Swami Vivekananda, avendo notato il suo entusiasmo, mandò Jatin al Ginnasio di Ambu Guha, dove egli stesso aveva praticato il wrestling. Jatin qui incontrò, tra gli altri, Sachin Banerjee, figlio di Yogendra Vidyabhushan (un popolare autore di biografie come Mazzini e Garibaldi), che diventò il mentore di Jatin. Nel 1900, suo zio Lalit Kumar sposò la sorella di Vidyabhushan.
Stufo del sistema educativo coloniale, Jatin se ne andò a Muzaffarpore nel 1899, come segretario dell'avvocato Pringle Kennedy, fondatore ed editore del Trihoot Courrier. Fu impressionato da questo storico: attraverso i suoi editoriali e la piattaforma del Congresso, mostrò quanto fosse urgente avere un Esercito Nazionale Indiano e reagire agli inglesi, che stavano sperperando le finanze economiche degli indiani per salvaguardare i propri interessi in Cina e in altri luoghi.
Nel 1900 Jatin sposò Indubala Banerjee di Kumarkhali upazila nel Kushtia. Ebbero quattro figli: Atindra (1903–1906), Ashalata (1907–1976), Tejendra (1909–1989), e Birendra (1913–1991).
Abbattuto dalla morte di Atindra Jatin, con sua moglie e sua sorella, intraprese un pellegrinaggio e recuperò la sua pace interiore ricevendo l'iniziazione dal santo Bholanand Giri di Hardwar. Consapevole dell'impegno rivoluzionario del suo discepolo, il santo uomo gli diede il suo totale supporto. Una volta tornato a Koya, suo villaggio nativo, nel marzo del 1906, Jatin venne a conoscenza della disturbante presenza di un leopardo nelle vicinanze; durante una perlustrazione nella giungla lì vicino, incappò in una tigre Reale del Bengala e combatté corpo a corpo con essa. Ferito, riuscì a colpire il collo della tigre con un pugnale Gorkha (Khukuri), uccidendola istantaneamente. Il famoso chirurgo di Calcutta, il Tenente Colonnello Suresh Prasad Sarbadhikari, “si prese la responsabilità di curare il paziente ferito, il cui intero corpo era stato avvelenato dalle unghie della tigre”. Impressionato dall'eroismo esemplare di Jatin, il dr. Sarbadhikari pubblicò un articolo su Jatin sulla stampa inglese. Il Governo del Bengala lo premiò con uno scudo d'argento su cui era incisa la scena di lui mentre uccide la tigre. Il titolo ‘Bagha’, ’Tigre’ in Bengalese, divenne da quel momento associato a lui.

## Attività rivoluzionarie
Diverse fonti citano Jatin come uno dei fondatori dell’organizzazione Anushilan Samiti nel 1900, e pioniere nella creazione delle sue succursali nei distretti. Secondo la relazione del Daly: “Si tenne a Calcutta un incontro segreto all'incirca nell'anno 1900 [...] L'incontro deliberò l'avvio di società segrete con lo scopo di assassinare ufficiali e sostenitori del Governo [...] Una delle prime a svilupparsi fu quella a Kushtea, nel Distretto di Nadia, Fu organizzato da un Jotindra Nath Mukherjee [sic!]”. Nixon riporta inoltre: “I primi tentativi conosciuti di promuovere società per fini politici o semi-politici in Bengala erano associati ai nomi del tardo P. Mitter, avvocato, Miss Saralabala Ghosal e un giapponese chiamato Okakura. Queste attività ebbero inizio a Calcutta in qualche momento dell'anno 1900, e si dice si fosser diffusi in molti dei distretti del Bengala e che si fossero particolarmente sviluppati a Kushtiam, dove era capo Jatindra Nath Mukharji [sic!]”. Le note manoscritte di Bhavabhushan Mitra precisano la sua presenza insieme a Jatindra Nath durante il primo incontro. Una succursale di questa organizzazione (Anushilan Samiti), stava per essere inaugurata a Dacca. Nel 1903, dovendo incontrare Sri Aurobindo presso l'abitazione di Yogendra Vidyabhushan, Jatin decise di collaborare con lui e si dice che abbia aggiunto al suo programma la clausola di vincere sui soldati indiani dei reggimenti inglesi in favore di un'insurrezione. W. Sealy, nella sua relazione sulle ‘’Connessioni con Bihar e Oriss’’ nota che Jatin Mukherjee, “un confederato vicino a Nani Gopal Sen Gupta della Gang Howrah (...) lavorava sotto ordini diretti di Aurobindo Ghosh”.
Nel 1905, durante una processione in onore della visita del Principe del Wales a Calcutta, Jatin decise di attirare l'attenzione del futuro Imperatore sul comportamento degli ufficiali inglesi dell'HM. Non distante dalla carrozza reale, notò una cabriolet sulla corsia laterale, con un gruppo di militari inglesi che sedevano sul tetto con le gambe a penzoloni contro i finestrini, che disturbavano pesantemente le livide facce di alcune signore native. Fermandosi accanto all'abitacolo, Jatin chiese loro di lasciare le donne in pace. In risposta alle sfacciate provocazioni, Jatin saltò sul tetto e li colpì con dei puri schiaffi bengalesi finché non caddero a terra. Lo spettacolo non fu senza conseguenze. Jatin era ben consapevole che John Morley, il Segretario di Stato, riceveva regolarmente lamentele sul comportamento degli inglesi nei confronti dei cittadini indiani, ‘’L'uso di linguaggio scurrile e l'uso parecchio libero di fruste e bastoni, e brutalità di questo tipo...’’. Gli verrà inoltre intimato che il Principe del Wales, “nel suo ritorno dal tour indiano ha avuto una lunga conversazione con Morley [10/5/1906] (...) Parlò dello sgarbato comportamento degli europei verso gli indiani”.

## Organizzatore delle società segrete
Jatin, insieme a Barindra Ghosh, costruì una fabbrica di bombe vicino a Deoghar, mentre Barin fu incaricato di fare lo stesso a Maniktala a Calcutta. Considerando la disapprovazione di Jatin verso qualsiasi azione terroristica prematura, Barin condusse un'organizzazione centrata attorno alla sua personalità: il suo scopo era, oltre alla generale produzione di terrore, l'eliminazione di certi ufficiali indiani e inglesi che servivano la corona. Fianco a fianco, Jatin sviluppò un corpo federato decentralizzato di celle regionali autonome e libere.  Organizzando incessanti missioni di soccorso assieme a un corpo di paramedici volontari con una disciplina quasi militare, durante le calamità naturali come inondazioni, epidemie o congregazioni religiose come Ardhodaya e il Kumbha Mela, o la celebrazione annuale della nascita di Ramakrishna, Jatin fu sospettato di utilizzarli come pretesto per discussioni di gruppo con i leader regionali e di reclutare nuovi combattenti della libertà per combattere i sostenitori dell'Inghilterra.
Apprezzato per la sua competenza professionale, nel 1907 Jatin fu “mandato a Darjeeling per qualche lavoro speciale”, per un periodo di tre anni. “Fin dalla prima giovinezza egli ebbe la reputazione di un Sandow locale e attrasse presto l'attenzione a Darjeeling nei casi in cui (...) provò a misurare la forza con gli europei. Nel 1908 fu il leader di una delle varie gang che crebbero a Darjeeling, il quale scopo era la diffusione di insoddisfazione, e con i suoi associati avviò una succursale dell'Anushilan Samiti, chiamata il Bandhab Samiti”. Nell'osservare l'allegra animosità creata dalle notizie di alcuni uomini inglesi battuti con una sola mano da un indiano, Wheeler avvisò gli ufficiali di revocare il caso. Messo in guardia dal Magistrato e invitato a comportarsi correttamente in futuro, Jatin rispose che non si sarebbe astenuto dall'attuare azioni simili per difesa personale o per rivendicazione dei diritti dei suoi connazionali. bUn giorno Wheeler chiese a Jatin: “Contro quante persone puoi combattere tutto da solo?” La pronta risposta fu “Nemmeno uno, se è una questione di persone oneste; altrimenti, tanti quanti tu ne possa immaginare!” Nel 1908 Jatin non rientrò tra gli oltre trenta rivoluzionari accusati del caso della bomba di Alipore in seguito all'incidente a Muzaffarpur. Pertanto, durante il processo di Alipore, Jatin prese il controllo sulla direzione della società segreta conosciuta come il partito Jugantar, e revitalizzò i collegamenti tra l'organizzazione centrale a Calcutta e le sue varie succursali diffuse in tutto il Bengala, Bihar, Odisha e in alcuni luoghi in Uttar Pradesh. Attraverso Justice Sarada Charan Mitra, Jatin affittò da Sir Daniel Hamilton alcune terre nelle Sundarbans per dare rifugio ai rivoluzionari non ancora arrestati. Furono avviate scuole notturne per adulti, dispensari omeopatici, seminari per promuovere l’industria dell’agriturismo di piccole dimensioni, esperimenti nell'agricoltura. Dal 1906, con l'aiuto di Sir Daniel, Jatin mandò gli studenti meritevoli all'estero per gli studi superiori così come per imparare il mestiere militare.

## Lo spirito di Jatin Mukherjee
Nel 1905 furono introdotte in serie misure repressive per estinguere la crescente insurrezione causata dalle agitazioni contro il partizionamento del Bengala. Protestando contro queste repressioni e organizzando la difesa dei militanti sotto processo nel caso di Alipore, Jatin condusse una serie di stupefacenti azioni di coraggio e di disperato autosacrificio a Calcutta e nei distretti “per far rinascere la fiducia delle persone nel movimento. Queste lo portarono alla ribalta della leadership rivoluzionaria nonostante quasi nessuno al di fuori del circolo più interno abbia mai sospettato la sua connessione con quegli atti. La riservatezza era assoluta in quei giorni - in particolare per Jatin”. Quasi contemporaneamente alla gang anarchica di Bonnot, famosa in Francia, Jatin inventò e introdusse in India i “furti in banca in taxi”, una nuova caratteristica nel crimine rivoluzionario. Furono commessi numerosi oltraggi: per esempio, nel 1908, il 2 giugno e il 29 novembre; un tentativo di assassinamento del Governatore Lt del Bengala il 7 novembre 1908; nel 1909, il 27 febbraio, 23 aprile, 16 agosto, 24 settembre e il 28 ottobre; due assassinii – del prosecutore Ashutosh Biswas (il 10 febbraio 1909) e del Deputato Sovraintendente della Polizia, Samsul Alam (il 24 gennaio 1910): gli accusati della morte di entrambi gli ufficiali sono stati condannati. Biren Datta-Gupta, assassino di Alam e arrestato dopo essere stato raggirato dalla polizia, rivelò il nome di Jatin come suo leader.
Il 25 gennaio 1910, “con la malinconia del suo assassinio che affliggeva tutti”, il Viceré Minto dichiarò apertamente: “Uno ‘’spirito’’ fino a questo momento sconosciuto all'India ha preso vita (...), uno spirito di anarchia e illegalità che cerca di sovvertire non solo il governo inglese ma i governi dei capi indiani...” Il 27 gennaio del 1910 Jatin fu arrestato in merito di questo assassinio, ma fu rilasciato per poi essere immediatamente ri-arrestato insieme ad altri quarantasei in relazione al caso del complotto di Howrah-Sibpur, popolarmente conosciuto come il caso della Howrah Gang. La più importante accusa contro Jatin Mukherjee e il suo partito durante il processo (1910 -1911) fu di “complotto per dichiarare guerra contro il Re-Imperatore” e “corruzione della fedeltà dei soldati indiani” (soprattutto del 10º Reggimento Jat) appostati a Fort William e negli acquartieramenti indiani superiori. Durante la detenzione nella prigione di Howrah, in attesa del processo, Jatin entrò in contatto con alcuni compagni prigionieri, importanti rivoluzionari appartenenti a vari gruppi operanti in diverse parti del Bengala, che erano tutti accusati in questo caso.  Fu inoltre informato dai suoi emissari all'estero che la Germania avrebbe presto dichiarato guerra contro l'Inghilterra. Jatin contava molto su questa guerra per organizzare un'insurrezione armata tra i soldati indiani in vari regimenti.

## Il caso del complotto Howrah-Sibpur
Il caso fallì a causa della mancanza di vere prove grazie alla strategia di Jatin di creare un'organizzazione libera e decentralizzata, unendo in una federazione i punteggi delle unità regionali, come osservato da F.C.  Daly più di una volta: “La gang è una di quelle eterogenee, con diversi consiglieri e capi meschini... Dalle informazioni che abbiamo a verbale potremmo dividere la gang in quattro parti: (1) i Guru, (2) Sostenitori influenti, (3) i Leader, (4) i Membri”. La relazione di Nixon è più esplicita: “Nonostante in questo resoconto siano stati dati a questi vari partiti un nome e un'individualità separati, e nonostante questa distinzione fosse probabilmente osservata tra i membri minori, è molto chiaro che i pezzi grossi fossero in stretta comunicazione l'uno con l'altro ed erano spesso membri accettati di due o più di questi samitis. Potrebbe darsi che a un certo punto questi vari partiti furono coinvolti in crimini anarchici indipendentemente, nonostante nei loro scopi rivoluzionari e di solito nelle loro origini erano tutti molto strettamente connessi”.  Alcuni osservatori individuarono Jatin così accuratamente che Lord Hardinge, il viceré appena nominato, scrisse più esplicitamente a Earl Crewe (Segretario di Stato per l'India di H.M): “Per quanto riguarda il processo, io (...) disapprovo che siano state coinvolte così tante persone; come per esempio nel caso della Howrah Gang, dove 47 persone stanno venendo processate, delle quali solo una è, io credo, il vero criminale. Se fosse stato fatto un tentativo incentrato per convincere questo singolo criminale, penso che avrebbe avuto un effetto migliore del processare 46 giovani fuorviati”. Il 28 maggio 1911, Hardinge riconobbe: “Il caso del 10º Jat era parte integrante del caso della Howrah Gang; e con il fallimento del secondo, il Governo del Bengala ha realizzato la futilità di procedere con il primo... Infatti niente poteva essere peggio, secondo la mia opinione, delle condizioni del Bengala e del Bengala orientale”. ‘’Praticamente non c'è Governo in nessuna delle due province…’’.

## Una nuova prospettiva
Jatin Mukherjee non era coinvolto nel caso della Bomba di Alipore.
Jatin fu assolto nel febbraio del 1911 e rilasciato. Sospese immediatamente la rivoluzione armata. Questa tregua provò il pieno controllo della violenza di Jatin come un antidoto, al contrario del fiasco di Chauri Chaura dopo di lui. Durante la visita del Principe della Corona tedesco a Calcutta, Jatin lo incontrò e ricevette una promessa sulla fornitura di armi. Avendo perso il suo lavoro governativo - e internato in casa -, riuscì a lasciare Calcutta per avviare un contratto d'impresa per la costruzione della Jessore - la linea ferroviaria del Distretto di Jhenaidah. Questo gli fornì un valido pretesto e un ampio margine per muoversi a cavallo o in bicicletta per consolidare non solo le unità del distretto in Bengala, ma anche per revitalizzarle in altre province. Jatin intraprese un pellegrinaggio con la sua famiglia, e ad Haridwar visitò il suo Guru, Bholananda Giri. Jatin proseguì in Brindavan dove incontrò Swami Niralamba (precedentemente Jatindra Nath Banerjee, il rinomato rivoluzionario, prima di condurre una vita Saṃnyāsa); continuò a predicare nel nord dell'India la dottrina di Aurobindo sulla rivoluzione.
Niralamba diede a Jatin ulteriori informazioni e contatti delle unità allestite da lui in Uttar Pradesh e nel Punjab. Una parte importante delle attività rivoluzionare in queste regioni era condotta da Rasbehari Bose e dal suo associato Lala Hardayal. Ritornando dal suo pellegrinaggio, Jatin iniziò a riorganizzare la Jugantar di conseguenza. Durante l'inondazione del Damodar nel 1913, soprattutto nei distretti di Burdwan e Midnapore, le attività di soccorso riunirono leader di vari gruppi: Jatin non affermò mai il suo comando, ma i membri del partito dei diversi distretti lo acclamarono come leader.
Richiamato dalle attività di soccorso di Jatin durante l'inondazione, Rasbehari Bose lasciò Benares per unirsi a lui: il contatto con Jatin aggiunse un nuovo impulso allo zelo rivoluzionario di Bose: in Jatin, scoprì “un vero leader degli uomini” Alla fine del 1913, Bose incontrò Jatin per discutere la possibilità di una rivolta armata di tutta l'India come nel 1857. Impressionato dall' “ardente energia e personalità” di Jatin, Bose rinnovò la negoziazione con gli ufficiali nativi appostati al Fort William di Calcutta, il centro vitale dei vari regimenti dell'Esercito coloniale, prima di tornare a Benares “per organizzare le forze sparpagliate”.
Ci furono anche tentativi di organizzare rivoluzionari indiani espatriati in Europa e negli Stati Uniti d'America.  L'influenza di Jatin era internazionale. Il miglior commerciante del Bengala, Dhan Gopal Mukerji, stabilito a New York e al vertice della sua gloria, scrisse: “Prima del 1914 riuscimmo a disturbare l'equilibrio del governo... In seguito furono dati alla polizia poteri straordinari, che ci chiamò anarchici in modo da comprometterci per sempre agli occhi del mondo... Ricordi tu Jyotin, nostro cugino - lui che una volta uccise un leopardo con un pugnale, mettendo il suo gomito sinistro nella bocca del leopardo e spingendo con la mano destra il coltello attraverso l'occhio della bestia, in profondità nel cervello? Fu un grande uomo e il nostro primo leader. Poteva pensare a Dio dieci giorni di fila, ma fu condannato quando il Governo scoprì che lui era la nostra testa”.
Dal 1907 l'emissario di Jatin, Taraknath Das, organizzò insieme a Guran Ditt Kumar e Surendramohan Bose delle scuole serali per immigrati indiani (una maggioranza di loro Hindus e Sikhs) tra Vancouver e San Francisco, attraverso Seattle e Portland: oltre a imparare come leggere e scrivere in un inglese semplice, venivano informati dei loro diritti negli USA e dei loro doveri nei confronti della Madre India: due periodici - Free Hindustan (in inglese, sponsorizzata da rivoluzionari irlandesi locali) e Swadesh Sevak ('Servi della Madrepatria' in Gurumukhi) - diventarono sempre più popolari. Regolarmente in contatto con Calcutta e Londra (dove l'organizzazione era gestita da Shyamji Krishnavarma), Das scriveva regolarmente a personalità in tutto il mondo (come Leo Tolstoy e Éamon de Valera). Nel maggio del 1913, Kumar partì per Mailla per creare un satellite che collegasse l'Asia con la costa Americana Occidentale.  Familiare alla dottrina di Sri Aurobindo e un tempo seguace di Rasbehari Bose, nel 1913, invitato da Das, Har Dayal si dimise dal suo lavoro di insegnante all'Università di Berkeley, convinto da Jiten Lahiri (uno degli emissari di Jatin) di star sprecando il suo tempo a sognare ad occhi aperti. Har Dayal avviò una serie di conferenze nei maggiori centri di immigrazione di indiani; animato dal loro ardente patriottismo, predicava una rivolta aperta contro i governatori inglesi dell'India. Accolto dai militanti indiani di San Francisco, a novembre fondò il suo giornale Ghadar ('Rivolta') e il Yugantar Ashram, come tributo a Sri Aurobindo. Fu coinvolta nel movimento anche la comunità Sikh.

## Durante la Prima Guerra Mondiale
Poco dopo che fu scoppiata la Prima Guerra Mondiale nel settembre del 1914, fu formata a Zurigo una Commissione Internazionale Pro India. Presto si fuse in un’organizzazione più grande per formare la Commissione di Berlino o Partito dell'Indipendenza Indiana, guidato da Virendranath Chattopadhyaya alias Chatto: ottenne il supporto del governo tedesco ed ebbe tra i membri prominenti rivoluzionari indiani all'estero, inclusi i leader del Partito Ghadar. I militanti del Partito Ghadar iniziarono a lasciare l'India per unirsi all'insurrezione proposta dentro l'India durante la Prima Guerra Mondiale, con l'aiuto delle armi, munizioni e fondi promessi dal governo tedesco. Avvertito da Berlino, l'ambasciatore Bernstorff a Washington organizzò con Von Papen, il suo addetto militare, la spedizione di carichi dalla California alla costa della Baia del Bengala attraverso il Lontano Oriente.
Questi sforzi erano direttamente connessi con la Jugantar, sotto il comando di Jatin, nella sua programmazione e organizzazione di una rivolta armata. Ras Behari Bose assunse l'incarico di realizzare il piano in Uttar Pradesh e in Punjab. Questa catena di lavoro internazionale concepita da Jatin venne conosciuta come il Complotto Tedesco, la Cospirazione indo-tedesca. La Jugantar iniziò a raccogliere fondi organizzando una serie di Dacoity (rapine armate) conosciute come “Taxicab dacoities” e “boat dacoities” (rispettivamente le ‘’dacoity’’ dei taxi e delle barche). Charles Tegart, nel suo "Report No. V" sulle sovversive organizzazioni menziona il “certo grado di successo” nel contatto che esiste tra i rivoluzionari e i soldati Sikh appostati al magazzino di polvere da sparo di Dakshineshwar; Jatin Mukherjee in compagnia di Satyendra Sen fu visto intervistare questi Sikh. Sen “è l'uomo che venne in India con Vishnu Ganesh Pingle. La loro missione era corrompere le truppe. Pingle fu catturato nel Punjab con delle bombe e fu impiccato, mentre Satyen fu internato nella prigione presidenziale secondo il III Regolamento”. Con le istruzioni scritte di Jatin, Pingle e Kartar Singh Sarabha incontrarono Rasbehari in India Settentrionale.
Preoccupato dall'aumento delle attività della polizia per prevenire un'insurrezione, i membri eminenti della Jugantar suggerirono che Jatin si dovesse trasferire in un posto più sicuro. Come posto adeguato fu selezionato Balasore sulla costa di Odisha, essendo molto vicino al punto in cui le armi tedesche sarebbero sbarcate per la rivolta indiana. Per facilitare la trasmissione di informazioni a Jatin, fu organizzata un'impresa sotto il nome di “Universal Emporium”, come branca di Harry & Sons a Calcutta, che era stata creata per mantenere i contatti con i rivoluzionari all'estero. Jatin quindi si trasferì in un nascondiglio fuori dal villaggio di Kaptipada nello Stato nativo di Mayurbhanj, a più di trenta miglia di distanza da Balasore.
Nel raggiungere Odisha, nell'aprile del 1915, Jatin inviò uno dei suoi associati vicini, Naren Bhattacharya (futuro M. N. Roy) a Batavia, seguendo le istruzioni di Virendranath Chattopadhyaya (Chatto), per stringere un accordo con le autorità tedesche riguardo l'aiuto finanziario e le scorte di armi. Attraverso il console tedesco, Naren incontrò Theodore, fratello di Karl Helfferich, che gli assicurò che un carico di armi e munizioni era già in viaggio, per assistere gli indiani in una rivoluzione.
Anche la rete dei rivoluzionari e migranti cecoslovacchi ebbe un ruolo nella scoperta dei piani di Jatin e alcuni dei piani precedenti. I suoi membri negli Stati Uniti, guidati da E. V. Voska, si presume fossero, come soggetti di Habsburg, sostenitori della Germania, ma erano in realtà coinvolti nello spionaggio dei diplomatici tedeschi e austriaci. Allo scoppio della guerra Voska aveva iniziato a lavorare con Guy Gaunt, che guidava la rete di intelligence di Courtenay Bennett, e venendo a conoscenza del complotto dai membri della rete in Europa, passò le informazioni a Gaunt e a Tomáš Masaryk che a loro volta passarono le informazioni agli americani.

## La morte di Jatin
Non appena le informazioni raggiunsero le autorità inglesi, queste allertarono la polizia, in particolare nella regione del delta del Gange, e bloccarono tutti gli approdi marittimi sulla costa orientale dal lato Noakhali–Chittagong fino a Odisha. La Harry & Sons fu saccheggiata e perlustrata, e la polizia trovò una traccia che li portò al villaggio di Kaptipada, dove Jatin si trovava con Manoranjan Sengupta e Chittapriya Ray Chaudhuri; un'unità del Dipartimento dell'intelligence della Polizia fu inviato a Balasore.
Jatin fu tenuto informato e gli fu richiesto di lasciare il suo nascondiglio, ma la sua insistenza nel portare Niren e Jatish con lui ritardò la sua partenza di alcune ore; tempo in cui aveva raggiunto le vicinanze un'ampia force di polizia comandata dai ufficiali superiori europei da Calcutta e Balasore, rinforzata dall'unità dell'esercito da Chandbali nello stato di Bhadrak. Jatin e i suoi compagni camminarono attraverso le foreste e le montagne di Mayurbhanj, e dopo due giorni raggiunsero la stazione ferroviaria di Balasore.
La polizia aveva annunciato una ricompensa per la cattura di cinque banditi in fuga, perciò anche gli abitanti del villaggio erano alla ricerca. Con occasionali schermaglie i rivoluzionari, correndo attraverso le giungle e i terreni paludosi nella pioggia torrenziale, finalmente presero posizione il 9 settembre 1915 in una trincea improvvisata nel sottobosco su una collinetta a Chashakhand a Balasore. Chittapriya e i suoi compagni chiesero a Jatin di andarsene e mettersi in salvo mentre sorvegliavano la retroguardia. Jatin si rifiutò di lasciarli.
Il contingente delle forze del governo li avvicinava con un movimento a tenaglia. Ne seguì una sparatoria tra i cinque rivoluzionari armati con pistole Mauser e un ampio numero di poliziotti e soldati armati con fucili moderni, che durò settantacinque minuti. Si concluse con un numero non registrato di vittime dal lato del Governo; da quello dei rivoluzionari, morirono Chittapriya Ray e Chaudhuri, Jatin e Jatish furono gravemente feriti, e Manoranjan Sengupta e Niren furono catturati dopo che le loro munizioni finirono.  Bagha Jatin morì nell'ospedale di Balasore il 10 settembre 1915.

## Memorie

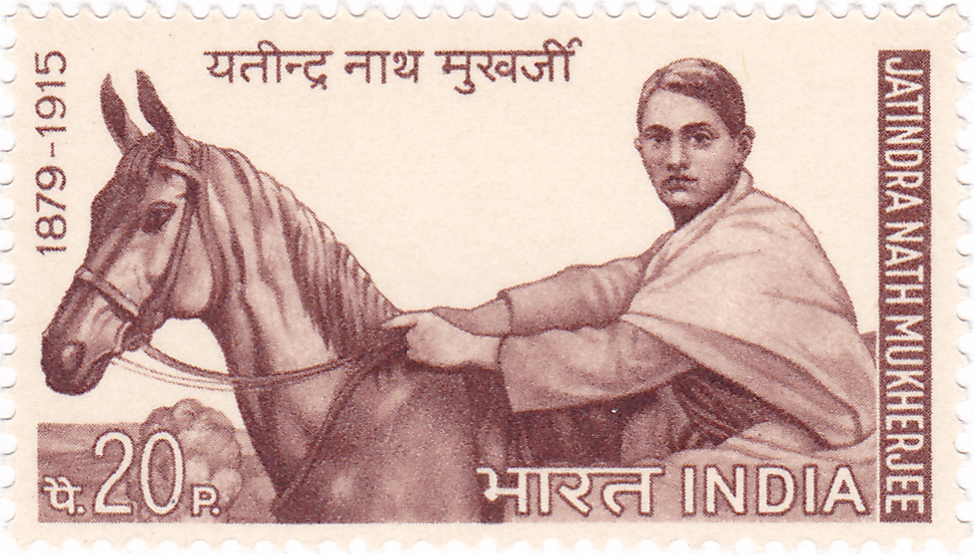
Bagha Jatin su un francobollo indiano del 1970

Ispirato da Swami Vivekananda, Jatin espresse i suoi ideali con parole semplici: "Amra morbo, jagat jagbe" — “Noi moriremo per risvegliare la nazione”. Viene avvalorato nel tributo pagato a Jatin da Charles Tegart, il capo dell'Intelligence e commissario della polizia del Bengala: “Nonostante io abbia dovuto fare il mio dovere, ho una grande ammirazione per lui. È morto in una lotta aperta”. In seguito, Tegart ammise: “La loro forza motrice (...) immensa: se avessero affrontato l’esercito o le armi avessero raggiunto un porto indiano, ‘’gli inglesi avrebbero perso la guerra’’”. Il professor Tripathi analizzò gli aspetti aggiuntivi rivelati dalle procedure del caso Howrah: acquisire armi in loco e all'estero; avviare una guerriglia; creare una rivolta con i soldati indiani; “Le azioni di Jatin Mukherjee aiutarono a migliorare (specialmente economicamente) lo status delle persone”. "Aveva senza dubbio un sogno ambizioso."
Informato della sua morte, M.N. Roy scrisse: "Non posso dimenticare l'ingiunzione dell'unico uomo a cui io abbia mai obbedito quasi ciecamente[...] l'eroica morte di JatinDa [...] deve essere vendicata. Solo un anno era passato da allora. Ma nel frattempo, avevo realizzato che io ammiravo Jatin Da perché personificava, forse senza che lui lo sapesse, il meglio dell'umanità. Il corollario di quella constatazione era che la morte di Jatinda sarebbe stata vendicata se io avessi lavorato per l'ideale dell'istaurazione di un ordine sociale in cui il meglio dell'uomo potesse essere manifesto".
Nel 1925, Gandhi disse a Charles Tegart che Jatin, generalmente chiamato "Bagha Jatin” (tradotto come Tigre Jatin), era “una personalità divina". Si presume che Tegart stesso abbia detto ai suoi colleghi che se Jatin fosse stato un inglese, gli inglesi avrebbero costruito la sua statua accanto a quella di Nelson a Trafalgar Square . In una nota del 1926 a J.E. Francis dell'ufficio indiano, descrisse i rivoluzionari bengalesi come i più altruisti operatori politici in India.
La località di Baghajatin a Kolkata è stata nominata in suo onore. Il liceo femminile Barbati situato vicino alle rive del fiume Budha Balanga a Balasore ha una statua di Bagha Jatin, dato che fu qui che l'un tempo ospedale governativo del distretto di Balasore era situato e dove lui esalò il suo ultimo respiro. Chashakhand, un luogo vicino a Phulari, appena 15 km a est di Balasore, ha un parco in sua memoria perché qui combatté le forze inglesi dopo aver attraversato il fiume Budha Balanga che scorre nelle vicinanze.

## Galleria d'immagini

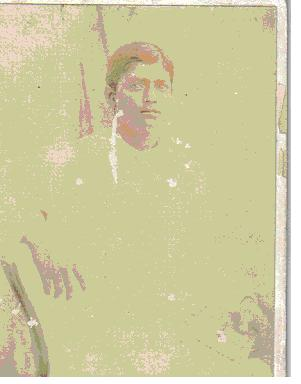
1895, poco prima di iscriversi all'Università di Calcutta.
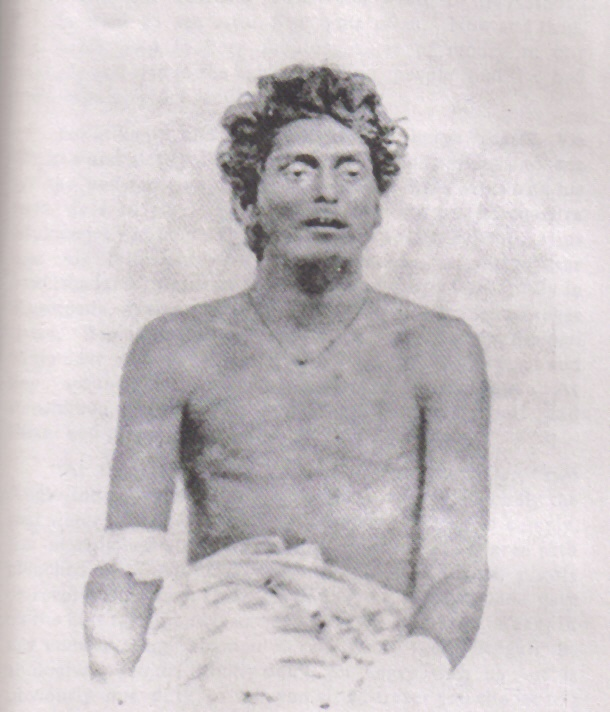
Bagha Jatin dopo la battaglia finale. Balasore, 1915
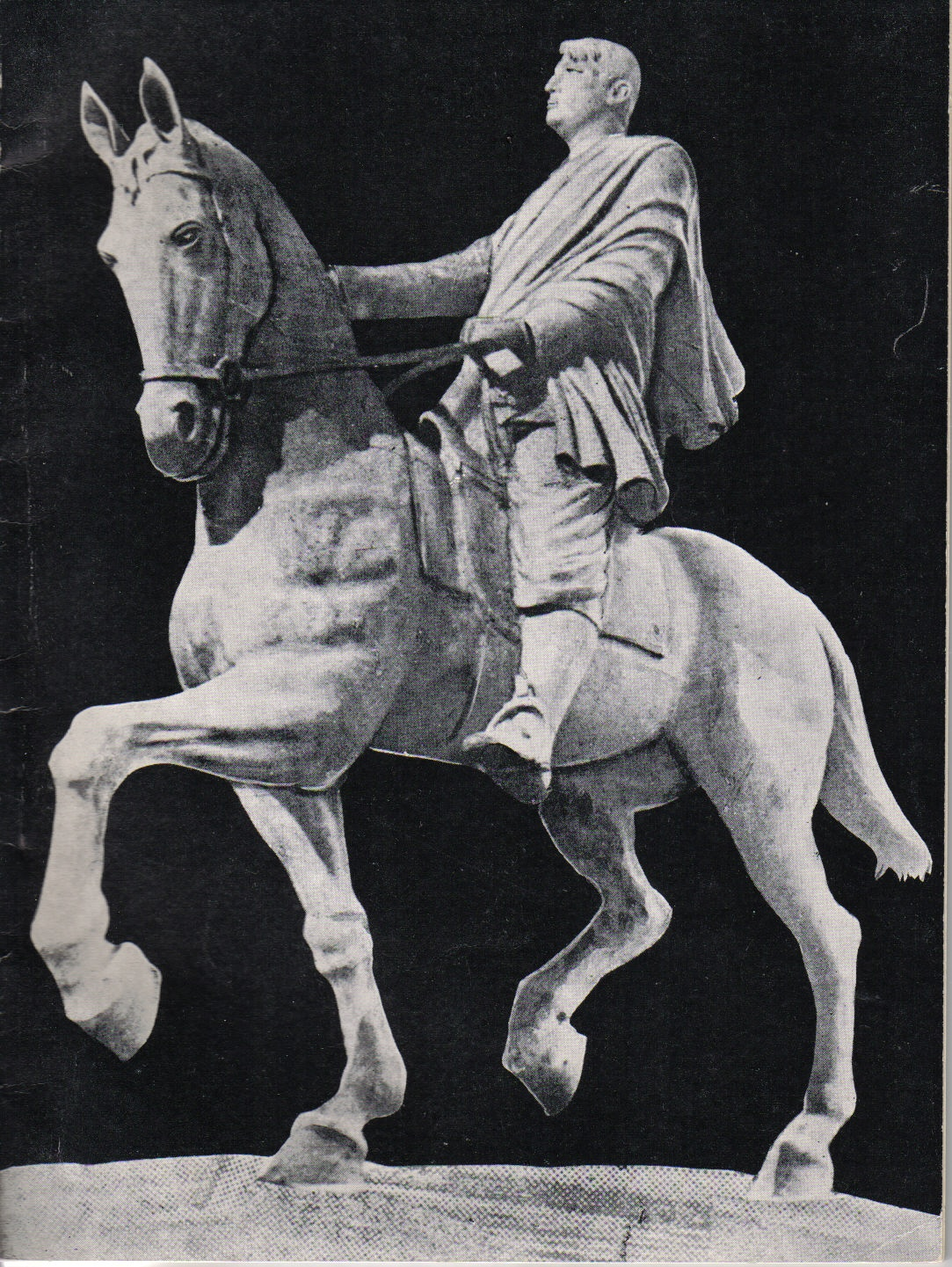
Statua di Bagha Jatin vicino al Victoria Memorial, Kolkata.
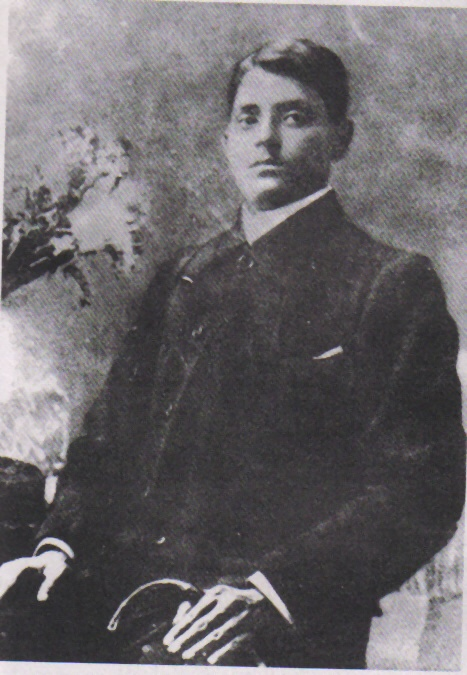
Bagha Jatin all'età di 24 anni, a Darjeeling, 1903.

### Ulteriori letture
- Bhupendrakumar Datta, "Mukherjee, Jatindranath (1879–1915)" nel Dictionary of National Biography volume III, ed. S.P. Sen (Calcutta: Institute of Historical Studies, 1974), pp 162–165.
- Saga of Patriotism articolo su Bagha Jatin di Sadhu Prof. V. Rangarajan e R. Vivekanandan.
- W. Sealy, Connections with the Revolutionary Organisation in Bihar and Orissa, 1906–1916.
- Relazione classificata come Home Polit-Proceedings A, marzo 1910, nos 33–40 (cf Sumit Sarkar, The Swadeshi Movement in Bengal, 1903–1908, New Delhi, 1977, p. 376
- Sisirkumar Mitra, Resurgent India, Allied Publishers, 1963, p. 367.
- J.C. Ker, ICS, Political Trouble in India, a Confidential Report, Delhi, 1973 (repr.), p. 120. Anche (i) "Taraknath Das" by William A. Ellis, 1819–1911, Montpellier, 1911, Vol. III, pp490–491, illustrato (con due foto di Tarak); (ii) "The Vermont Education of Taraknath Das: an Episode in British-American-Indian Relations", Ronald Spector, in Proceedings of the Vermont Historical Society, Vol. 48, No 2, 1980, pp 88–95; (iii) Les origines intellectuelles du mouvement d'indépendance de l'Inde (1893–1918), di Prithwindra Mukherjee, Tesi di Dottorato, University of Paris, 1986.
- German Foreign Office Documents, 1914–18 (Microfilm negli Archivi Nazionali dell'India, New Delhi). Anche, San Francisco Trial Report, 75 Volumi (India Office Library, UK) e Record Groups 49, 60, 85, e 118 (US National Archives, Washington DC, e Federal Archives, San Bruno).
- Amales Tripathi, svâdhînatâ samgrâmé bhâratér jâtiya congress (1885–1947), Ananda Publishers Pr. Ltd, Kolkâtâ, 1991, 2ª edizione, pp 77–79.
- Bagha Jatin di Prithwindra Mukherjee in Challenge: A Saga of India’s Struggle for Freedom, ed. Nisith Ranjan Ray et al., New Delhi, 1984, pp 264–273.
- Sedition Committee Report, 1918.
- Bagha Jatin di Prithwindra Mukherjee, Dey’s Publishing, Calcutta, 2003 (4ª edizione), 128p [in Bengalese].
- Bagha Jatin: Life and Times of Jatindranath Mukherjee di Prithwindra Mukherjee, National Book Trust, New Delhi, 2010, prima edizione revisionata 2013, lanciata da H.E. Pranab Mukherjee
- Bagha Jatin, the Revolutionary Legacy, di Prithwindra Mukherjee, Indus Source Books, Mumbay, 2015
- The Intellectual Roots of India's Freedom Struggle (1893–1918), di Prithwindra Mukherjee, Manohar, New Delhi, 2017
- Samasamayiker chokhe Baghajatin, edito da Prithwindra Mukherjee e Pabitrakumar Gupta, Sahitya Samsad, Kolkata, 2014 [“Bagha Jatin in the Eyes of his Contemporaries”]